# غراهام نورتن
غراهام ووكر (بالإنجليزية: Graham Norton)‏ (و. 1963  م) هو مقدم تلفزيوني، وممثل، ومقدم برامج إذاعية، وصحفي، وممثل أفلام، من جمهورية أيرلندا.

## التعليم
تعلم في المدرسة المركزية للخطابة والدراما ‏، وكلية كورك الجامعية.

## وصلات خارجية
- غراهام ووكر على موقع IMDb (الإنجليزية)
- غراهام ووكر على موقع ميوزك برينز (الإنجليزية)
- غراهام ووكر على موقع أول موفي (الإنجليزية)
- غراهام ووكر على موقع إن إن دي بي (الإنجليزية)
- غراهام ووكر على موقع ديسكوغز (الإنجليزية)
- غراهام ووكر على موقع قاعدة بيانات الفيلم (الإنجليزية)